# Red Lipstick
Red Lipstick (Rouge à lèvres) est une chanson de Rihanna, issue de son albumTalk That Talk sortie le 21 novembre 2011.